# Izzat Muhammad Darwaza
Muhammad 'Izzat Darwaza (en árabe محمد عزة دروزة) fue un político, historiador y educador palestino de Nablus (1888–1984). Al comienzo de su trayectoria, trabajó como burócrata otomano en Palestina y Líbano. Darwaza fue un simpatizante del nacionalismo árabe y se convirtió en un activista de esta causa luego de la revuelta árabe contra el Imperio Otomano en 1916, incorporándose a la sociedad nacionalista al-Fatat. Desde allí realizó acciones para la unión de la Gran Siria y se opuso con vehemencia al sionismo y a los mandatos extranjeros en tierras árabes. Desde 1922 hasta 1927, fue profesor y director de la Escuela Nacional an-Najah en donde implementó un sistema educativo nacionalista proárabe, promoviendo los ideales de la unidad e independencia árabe. El enfoque particular de Darwaza con respecto al nacionalismo árabe estaba influenciado por el islam y su creencia en la unidad árabe y la unicidad de la cultura árabe. 
Posteriormente, Darwaza fundó el partido nacionalista Istiqlal en Palestina y fue el principal organizador de las demostraciones antibritánicas. En 1937, debido a sus actividades debió exiliarse en Damasco y desde allí apoyo la rebelión árabe en el Mandato Británico de Palestina. En Damasco fue encarcelado por las autoridades francesas a causa de su participación en la rebelión, en prisión comenzó a estudiar el Corán y sus interpretaciones. En 1945, luego de ser liberado, Darwaza compiló su propia interpretación titulada al-Tafsir al-Hadith. 

## Lista de obras

### Historia
- Turkīya al-ḥadīta. (1946).
- Ta'rīḫ Banī Isrā'īl min asfārihim. (1958).
- Al-äḍīya al-filasṭīnīya muḫtalaf marāḥilihā. (1959).
- Al-'Arab wal-'urūba min al-qarn at-tālit ḥatta l-qarn ar-rābi' 'ašar al-hiǧrī. (1959).
- 'Urūbat Misr fi l-qadīm wal-hadīt au qåbl al-islām wa-ba'dahu. (1963).
- 'Asr an-nabī 'alaih as-salām wa-bai'atuhu qabl al-ba'ta. (1964).
- Našʼat al-ḥaraka al-ʻarabīja al-ḥadīta. (1971).
- Fī sabīl qaḍīyat Filasṭīn wal-waḥda al-'arabīya wa-min waḥy an-nakba wa li-aǧl mu'āla-ǧatihā. (1972).
- al-Jihād fī sabīl Allāh fi l-Qur'an̄ wal-ḥadīt. (1975).
- Az-ziʻāmāt wa-'l-usar al-lubnānīja al-iqṭāʻīja ʻalā iḫtilāf aṭ-ṭawā'if. (1978).
- Al-imārāt al-ʻarabīya as-šāmila fī Lubnān. (1978).
- Al-imārāt al-ʻarabīya as-šāmila fi Jazīrat al-Furāt wa-šamāl Sūrīya. (1978).
- al- Yahūd fi 'l-qurān al-karīm: sīratuhum wa-ah̲lāquhum wa-aḥwāluhum qabla 'l-baʻt̲a. Wa-ǧinsīyat al-Yahūd fi 'l-Ḥiǧāz fī zaman an-nabī. Wa-aḥwāluhum wa-ah̲lāquhum wa-mawāqifuhum min ad-daʻwa al-islāmīya wa-ma. (1980).
- Al-imārāt al-ʻarabīya as-šāmila fī šarq al-Urdunn wa-Filasṭīn. (1981).
- Al-imārāt al-ʻarabīya as-šāmila fī Wādi 'n-Nīl. (1981).
- Al-imārāt al-ʻarabīya as-šāmila fi 'l-Maġrib al-aqṣā wa-'l-Jazā'ir wa-Tūnis wa-Lībīya. (1981).
- Al-imārāt al-ʻarabīya as-šāmila fī Sūrīya al-wusṭā. (1981).
- Al-imārāt al-ʻarabīya as-šāmila fi 'l-ʻIrāq. (1981).
- Al-imārāt al-ʻarabīya as-šāmila fi Jazīrat al-ʻarab. (1983).
- Mudakkirāt: siǧill ḥāfil bi-masīrat al-ḥaraka al-ʻarabīya wa-'l-qaḍīya al-filasṭīnīya hilal qarn min az-zaman: 1305-1404 hijra, 1887-1984. (1993).

### Islamismo
- Ad-Dustūr al-qur 'ānī fī šu'ūn al-ḥayāt. (1956).
- At-Tafsīr al-ḥadīt̲ as-Suwar. (1962).
- Sīrat ar-Rasūl. (1965).
- Ad-Dustūr al-qur'ānī was-sunna an-nabawīya fī šu'ūn al-ḥayāt. (1966).
- Al-Mar'a fi l-Qur'ān was-sunna. (1967).